# Eleições presidenciais portuguesas de 1980
As segundas eleições presidenciais portuguesas após o 25 de Abril de 1974 tiveram lugar em 7 de Dezembro de 1980.
O presidente em exercício de funções, António Ramalho Eanes, contava com o apoio da maior parte dos socialistas (apesar da objeção do seu secretário-geral, Mário Soares), bem como dos comunistas, cujo candidato desistiu da corrida na véspera das eleições em seu favor. Também o PCTP/MRPP deu o seu apoio incondicional ao General Eanes.
O seu principal oponente era o General Soares Carneiro, que contava com o apoio da Aliança Democrática (formada pelo Partido Social-Democrata, Centro Democrático Social e Partido Popular Monárquico, e liderada pelo então primeiro-ministro Francisco Sá Carneiro). Três dias antes das eleições, a 4 de Dezembro, quando se deslocava para um comício no Porto, o avião no qual seguia Sá Carneiro e o seu ministro da Defesa Amaro da Costa despenhou-se em Camarate, poucos segundos após descolar do Aeroporto da Portela, tendo falecido todos os seus ocupantes.
Apesar das manifestações de dor de parte significativa da nação, a data das eleições presidenciais manteve-se inalterada; embora muitos analistas políticos tivessem julgado que a morte de Sá Carneiro conseguisse inverter a tendência para a vitória retumbante de Eanes e levasse, pelo menos, à realização de uma segunda volta, tal não viria a suceder, tendo o presidente em exercício sido reeleito para um segundo mandato, com mais 16 pontos percentuais que o seu principal oponente.
Ao contrário das primeiras eleições presidenciais, revela-se uma cisão clara do país: Eanes teve mais votos nos distritos do Sul do País, ao passo que Soares Carneiro obteve a maior parte dos seus nos distritos do Interior Norte e ainda nos de Leiria, Aveiro e Viana.
Os resultados da eleição foram transmitidos em direto pela RTP1, a partir das 19 horas do dia 7 de dezembro até às 5 horas do dia 8, com a apresentação de José Eduardo Moniz e Adriano Cerqueira, em direto dos estúdios da RTP no Lumiar, em Lisboa, e com as previsões e sondagens apresentadas por Vidal de Oliveira, engenheiro da empresa Norma.

## Candidatos

### Independentes

#### António Ramalho Eanes
| Independente, apoiado por PS, PCP e PCTP/MRPP      |
| António Ramalho Eanes                              |
|                                                    |
| 16º Presidente da República Portuguesa (1976-1986) |

#### Carlos Galvão de Melo
| Independente                                |
| Carlos Galvão de Melo                       |
|                                             |
| Membro da Junta de Salvação Nacional (1974) |

#### António Pires Veloso
| Independente                                |
| António Pires Veloso                        |
|                                             |
| Membro do Conselho da Revolução (1975-1977) |

### Aliança Democrática
| Aliança Democrática                                |
| António Soares Carneiro                            |
|                                                    |
| Secretário-Geral do Governo-Geral de Angola (1974) |

### Força de Unidade Popular
| Força de Unidade Popular          |
| Otelo Saraiva de Carvalho         |
|                                   |
| Estratega da Revolução dos Cravos |

### Partido Operário de Unidade Socialista
| Partido Operário de Unidade Socialista     |
| António Aires Rodrigues                    |
|                                            |
| Deputado do Partido Socialista (1975-1977) |

### Desistências

#### Partido Comunista Português
| Partido Comunista Português                                   |
| Carlos Brito                                                  |
|                                                               |
| Deputado e Presidente do Grupo Parlamentar do PCP (1976-1991) |

## Sondagens
| Empresa de sondagens | Data de amostragem | Amostra | Abstenção | Eanes | Soares Carneiro | V. |  |  |      |      |      |
| -------------------- | ------------------ | ------- | --------- | ----- | --------------- | -- |  |  | ---- | ---- | ---- |
| Empresa de sondagens | Data de amostragem | Amostra | Abstenção | TEOR  | 21 de novembro  | V. |  |  | 44,5 | 26,5 | 18,0 |

## Resultados nacionais
| Candidato               | Candidato                 | Partidos apoiantes      | 1ª Volta  | 1ª Volta        |
| Candidato               | Candidato                 | Partidos apoiantes      | Votos     | %               |
| ----------------------- | ------------------------- | ----------------------- | --------- | --------------- |
|                         | António Ramalho Eanes     | PS, PCP, PCTP/MRPP      | 3 262 520 | 56,44 / 100,00  |
|                         | António Soares Carneiro   | AD                      | 2 325 481 | 40,23 / 100,00  |
|                         | Otelo Saraiva de Carvalho | FUP                     | 85 896    | 1,49 / 100,00   |
|                         | Carlos Galvão de Melo     | Independente            | 48 468    | 0,84 / 100,00   |
|                         | António Pires Veloso      | Independente            | 45 132    | 0,78 / 100,00   |
|                         | António Aires Rodrigues   | POUS                    | 12 745    | 0,22 / 100,00   |
|                         | Carlos Brito              | PCP                     | Desistiu  | Desistiu        |
| Votos Inválidos         | Votos Inválidos           | Votos Inválidos         | 60 090    | 1,03 / 100,00   |
| Total                   | Total                     | Total                   | 5 840 332 | 100,00 / 100,00 |
| Eleitorado/Participação | Eleitorado/Participação   | Eleitorado/Participação | 6 920 869 | 84,39 / 100,00  |
| Fonte                   | Fonte                     | [ 10 ]                  | [ 10 ]    | [ 10 ]          |

## Resultados por Círculo Eleitoral
| Círculo eleitoral | %    | %    | %   | %   | %   | %   |
| Círculo eleitoral | ARE  | ASC  | OSC | CGM | APV | AAR |
| ----------------- | ---- | ---- | --- | --- | --- | --- |
| Açores            | 57,2 | 40,3 | 0,6 | 1,9 | 1,9 | 1,9 |
| Aveiro            | 46,1 | 50,6 | 0,8 | 2,5 | 2,5 | 2,5 |
| Beja              | 74,5 | 20,9 | 2,7 | 2,1 | 2,1 | 2,1 |
| Braga             | 52,1 | 45,2 | 0,9 | 1,8 | 1,8 | 1,8 |
| Bragança          | 36,2 | 60,7 | 0,7 | 2,4 | 2,4 | 2,4 |
| Castelo Branco    | 55,1 | 41,9 | 1,0 | 2,0 | 2,0 | 2,0 |
| Coimbra           | 57,0 | 39,8 | 1,2 | 1,9 | 1,9 | 1,9 |
| Évora             | 70,5 | 25,7 | 2,4 | 1,6 | 1,6 | 1,6 |
| Faro              | 64,9 | 30,9 | 1,8 | 2,3 | 2,3 | 2,3 |
| Guarda            | 40,4 | 56,7 | 0,7 | 2,2 | 2,2 | 2,2 |
| Leiria            | 45,3 | 51,3 | 1,3 | 2,1 | 2,1 | 2,1 |
| Lisboa            | 60,3 | 35,9 | 1,9 | 1,5 | 1,5 | 1,5 |
| Madeira           | 44,3 | 51,1 | 2,1 | 2,5 | 2,5 | 2,5 |
| Portalegre        | 68,8 | 28,8 | 1,0 | 1,7 | 1,7 | 1,7 |
| Porto             | 57,9 | 39,3 | 1,1 | 1,7 | 1,7 | 1,7 |
| Santarém          | 61,4 | 35,3 | 1,4 | 1,9 | 1,9 | 1,9 |
| Setúbal           | 74,8 | 20,5 | 3,4 | 1,3 | 1,3 | 1,3 |
| Viana do Castelo  | 44,8 | 52,5 | 0,8 | 1,9 | 1,9 | 1,9 |
| Vila Real         | 39,1 | 58,3 | 0,7 | 1,9 | 1,9 | 1,9 |
| Viseu             | 36,0 | 60,6 | 0,8 | 2,5 | 2,5 | 2,5 |
| Portugal          | 56,4 | 40,2 | 1,5 | 0,8 | 0,8 | 0,2 |